# Berghum
Berghum is een buurtschap in de Twentse gemeente Dinkelland in de Nederlandse provincie Overijssel. Berghum ligt ten zuidoosten van Denekamp en behoorde tot de gemeentelijke herindeling van 1 januari 2001 tot de gemeente Denekamp.
Hoofdplaats: Denekamp       Stadje: Ootmarsum

Dorpen: Deurningen · Lattrop · Lattrop-Breklenkamp · Noord Deurningen · Oud Ootmarsum · Rossum · Saasveld · Het Stift · Tilligte · Weerselo

Buurtschappen: Agelo · Beekdorp · Berghum · Breklenkamp · Dulder · Gammelke · Groot Agelo · Klein Agelo · Lemselo · Nijstad · Noordijk · Nutter · Volthe · Zoeke 

Voormalige gemeenten: Denekamp · Ootmarsum · Weerselo

Overijssel · Steden en dorpen in Overijssel      Nederland · Provincies · Gemeenten